# Galerías Pacífico
Galerías Pacífico é um shopping center em Buenos Aires, Argentina, localizado no cruzamento da Rua Florida e da Avenida Córdoba.

## História

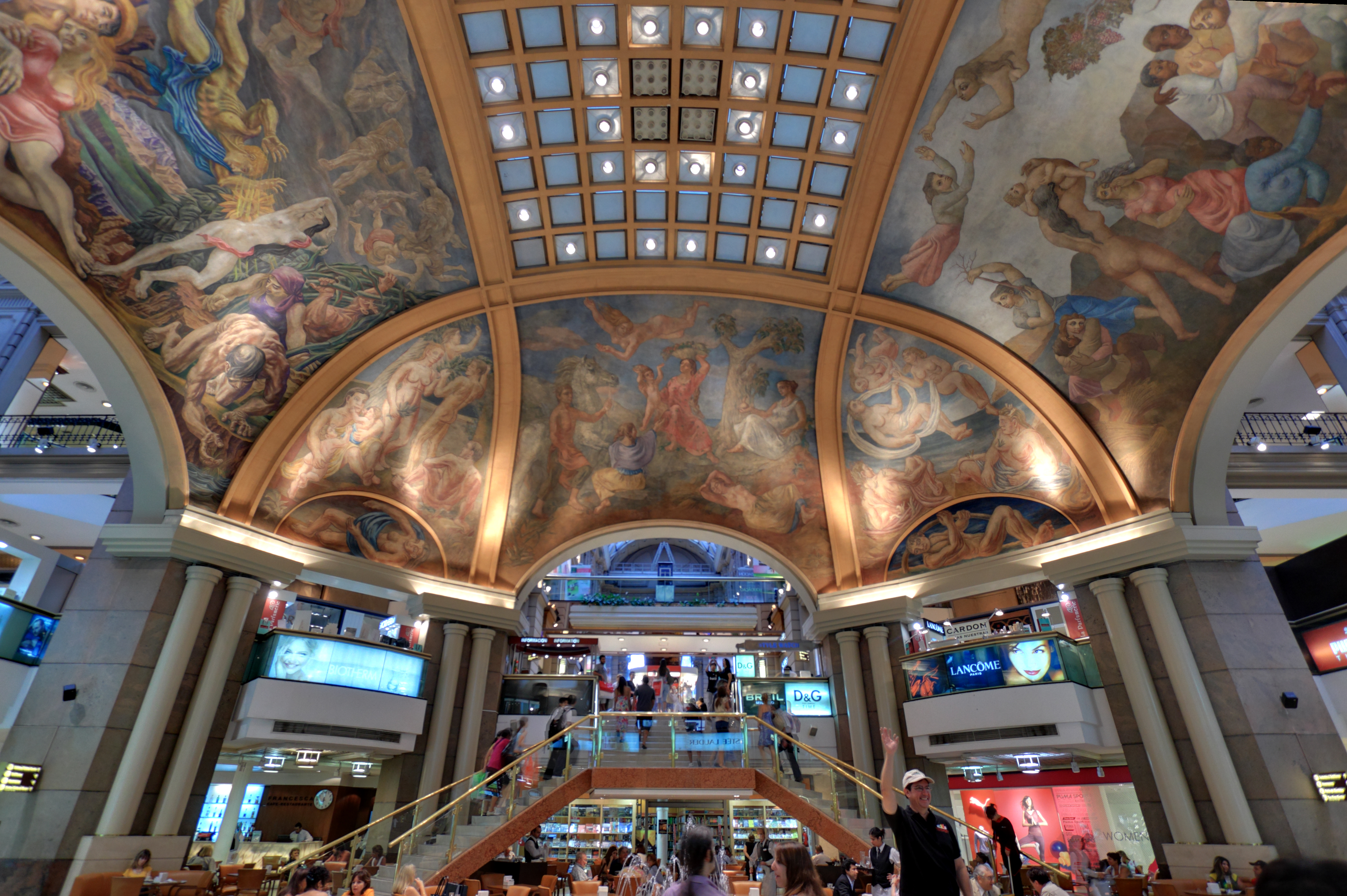
Afrescos na cúpula das Galerías Pacífico.

O edifício Beaux-Arts foi projetado pelos arquitetos Emilio Agrelo e Roland Le Vacher em 1889 para acomodar uma loja chamada o Argentine Bon Marché, inspirada no Le Bon Marché em Paris.
Em 1896, parte do edifício foi transformado na primeira casa do Museu Nacional de Belas Artes e, em 1908, a empresa de propriedade britânica Buenos Aires and Pacific Railway adquiriu parte do edifício para escritórios. O nome da empresa derivava do fato de que sua intenção era operar um serviço de trem ligando Buenos Aires e Valparaíso no Chile, dando assim acesso ao Oceano Pacífico. A partir daí o prédio ficou conhecido como Edifício Pacífico.
Em 1945 o edifício foi remodelado pelos arquitetos José Aslan e Héctor Ezcurra e os escritórios foram separados do resto do edifício. Uma grande cúpula central foi construída e decorada com 12 afrescos dos artistas Lino Enea Spilimbergo, Antonio Berni, Juan Carlos Castagnino, Manuel Colmeiro e Demetrio Urruchúa. Estes afrescos, executados em 1946, são alguns dos mais importantes em Buenos Aires.
Em The Shock Doctrine, Naomi Klein descreve como o edifício foi usado como um centro de tortura pela junta militar que governou a Argentina de 1976 a 1983:
| “ | "Em 1987, uma equipe de filmagem estava filmando no porão das Galerias Pacifico, um dos shoppings mais bonitos do centro de Buenos Aires, e para seu horror tropeçaram em um centro de tortura abandonado. Descobriu-se que durante a ditadura, o Primeiro Exército escondeu alguns de seus desaparecidos nas entranhas do shopping; as paredes das masmorras ainda traziam as marcações desesperadas feitas por seus prisioneiros há muito tempo mortos: nomes, datas, pedidos de socorro." | ” |

Em 1989 foi declarado monumento histórico nacional. Após ter sido abandonado há anos, o edifício foi renovado por Juan Carlos López e Associados e reaberto em 1991 como a galeria comercial Galerías Pacífico. Quatro mais frescos de Romulo Maccio, Josefina Robirosa, Guillermo Roux e Carlos Alonso foram adicionados à cúpula. Além da arcada comercial, o edifício também contém o Centro Cultural Jorge Luis Borges e o Estudio de Dança Julio Bocca. Atualmente, o shopping abriga muitas lojas de luxo, como Ralph Lauren, Christian Lacroix, Christian Dior, Lacoste, Tommy Hilfiger, Hugo Boss, entre outros.